# Chlorid xenonatý
Chlorid xenonatý je anorganická sloučenina s chemickým vzorcem XeCl2. Je to jediný stabilní známý chlorid xenonu. Je však stále sporné, zda je chlorid xenonatý skutečně sloučeninou nebo pouze Van der Waalsovou molekulou složenou z atomu xenonu a molekul chloru spojených Van der Waalsovými silami.

## Příprava
Chlorid xenonatý lze připravit ozařováním směsi xenonu a chloru mikrovlnami. V jednom experimentu byla vyzkoušena příprava XeCl2·BCl3 za pomocí xenonu, chloru a chloridu boritého, ale vzniknul chlorid xenonatý.